# Ngwane I de Suazilandia
Ngwane I, miembro de la dinastía Dlamini, hijo de Nkosi I, fue rey de Suazilandia. Durante su reinado su pueblo comenzó a moverse hacia el sur presionado por la expansión de los zulúes. Es posible también que durante su reinado comenzaran, ya, los altercados con los kalanga y posiblemente también con los rozwi de Zimbabue.
| Predecesor: Nkosi I | Rey de Suazilandia 1400-1435 | Sucesor: Dlamini I |

- Datos: Q5651116